# Gavin Mullin
Gavin Mullin (29 de novembro de 1997) é um jogador de rugby irlandês, que joga na posição de back.

## Carreira
Assim como seu pai, Mullin frequentou a famosa escola de rúgbi Blackrock College, onde ganhou uma medalha da Leinster Schools Junior Cup em 2013. Ele também foi um membro de destaque do time malsucedido da escola na Leinster Schools Rugby Senior Cup de 2016.
Mullin se juntou à academia de Leinster Rugby antes da temporada 2017-18, fazendo sua estreia pelo time sênior no final daquela temporada contra Zebre, junto com vários outros membros do time da academia. Ele foi dispensado pelo Leinster após três temporadas.
Mullin jogou sete vezes pela Irlanda Sub-20 no Campeonato das Seis Nações Sub-20 de 2017 e no Campeonato Mundial de Rugby Sub-20 de 2017. Em um ano difícil para o rugby Sub-20 na Irlanda, Mullin fez parte do time que perdeu para os anfitriões da Geórgia Sub-20 pela primeira vez, significando um pior resultado de todos os tempos, nono lugar no Campeonato Mundial de Rugby Sub-20.
Mullin também joga pela seleção irlandesa de rugby sevens. Ele foi membro da equipe nas Olimpíadas de Verão de 2020 em Tóquio, realizadas em 2021 devido à pandemia de COVID-19.